# Helicometrina fasciata
Helicometrina fasciata är en plattmaskart. Helicometrina fasciata ingår i släktet Helicometrina och familjen Opecoelidae. Inga underarter finns listade i Catalogue of Life.